# Elfenbeindistel
Die Elfenbeindistel (Ptilostemon afer) ist eine Pflanzenart aus der Gattung Elfenbeindisteln (Ptilostemon) in der Familie der Korbblütler (Asteraceae).

## Beschreibung
Die Elfenbeindistel ist eine zweijährige bis mehrjährige hapaxanthe Pflanze, die Wuchshöhen von 40 bis 120 Zentimeter erreicht. Der Umriss der Grundblätter ist schmal lanzettlich. Sie sind in einer strahlenförmigen Rosette angeordnet, bis 30 (40) Zentimeter lang und tief fiederschnittig. Die Abschnitte sind fingerförmig drei- bis sechsteilig, stark dornspitzig, oberseits verkahlend und unterseits weißwollig. Die Hauptnerven sind breit und elfenbeinweiß. Die körbchenförmigen Blütenstände sind gestielt und in lockeren doldentraubigen Gesamtblütenständen angeordnet.
Die Blütezeit reicht von Juli bis August.
Die Chromosomenzahl beträgt 2n = 32.

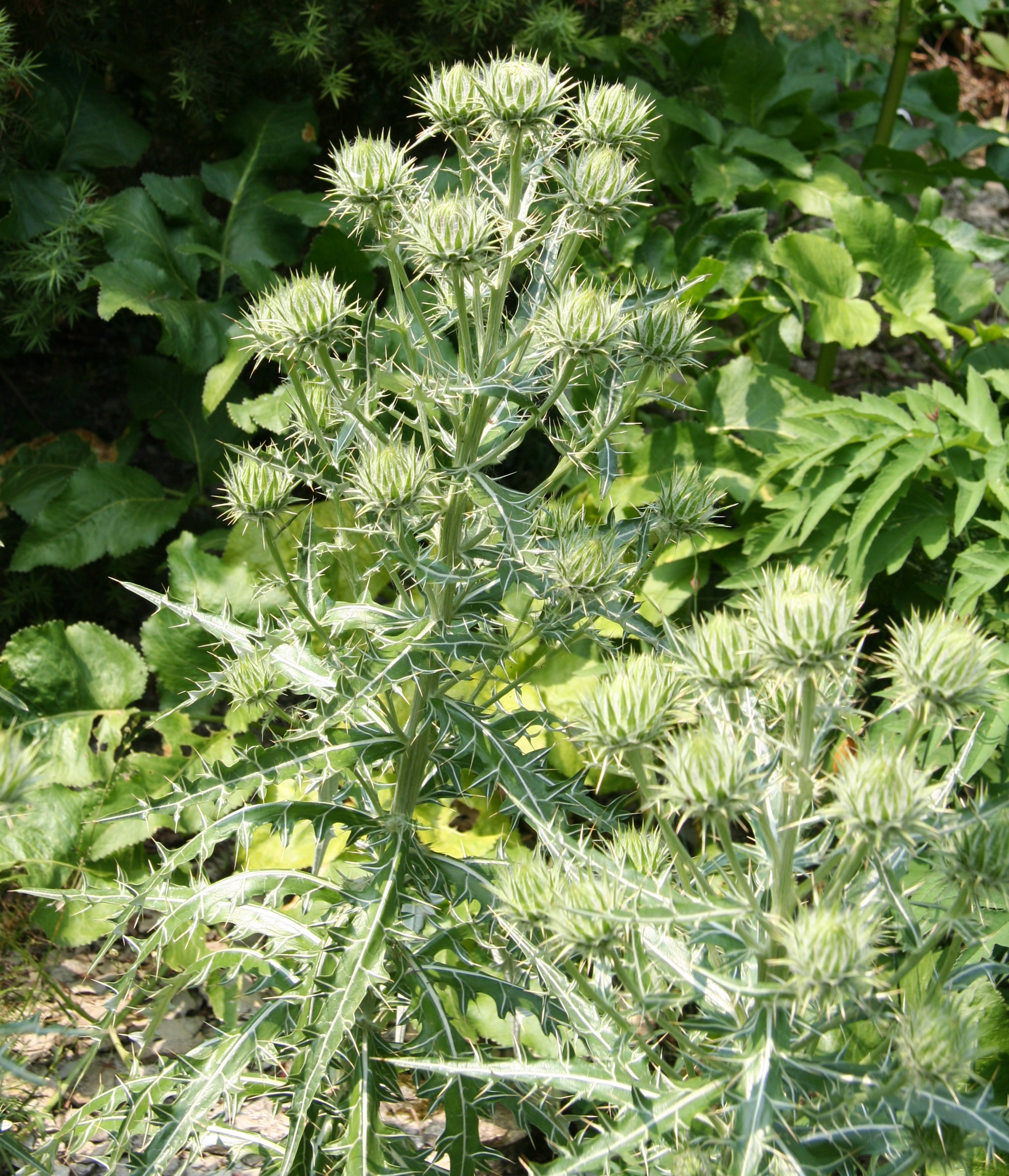
Blütenstand der Elfenbeindistel

## Vorkommen
Die Elfenbeindistel kommt auf der Balkanhalbinsel mit Bulgarien und Rumänien und in der Mittel- und Ost-Türkei auf steinigen, felsigen oder tonigen Berghängen, auf Geröll und in trockenen Flusstälern in Höhenlagen von 600 bis 2450 Meter vor.

## Systematik
Es können zwei Unterarten unterschieden werden:
- Ptilostemon afer (Jacq.) Greuter subsp. afer: Sie kommt auf der Balkanhalbinsel aber nicht in der Türkei vor.[2]
- Ptilostemon afer subsp. eburneus Greuter: Sie kommt in der Türkei vor.[2]

## Nutzung
Die Elfenbeindistel wird als Zierpflanze in Steingärten und Staudenbeeten genutzt. Sie ist seit spätestens 1800 in Kultur.

## Belege
- Eckehart J. Jäger, Friedrich Ebel, Peter Hanelt, Gerd K. Müller (Hrsg.): Exkursionsflora von Deutschland. Begründet von Werner Rothmaler. Band 5: Krautige Zier- und Nutzpflanzen. Springer, Spektrum Akademischer Verlag, Berlin/Heidelberg 2008, ISBN 978-3-8274-0918-8.